# Dorylus wilverthi
Dorylus wilverthi é uma espécie de formiga do gênero Dorylus.